# 杰米·珀金斯
杰米·珀金斯（英語：Jamie Perkins，2005年1月19日—），澳大利亚女子游泳运动员，2022年泛太平洋青年游泳锦标赛女子200米自由泳、女子400米自由泳、女子800米自由泳、女子4×100米自由泳接力和女子4×200米自由泳接力银牌得主、2024年夏季奥林匹克运动会女子4×200米自由泳接力金牌得主。